# Opius testaceipes
Opius testaceipes är en stekelart som först beskrevs av Szepligeti 1913.  Opius testaceipes ingår i släktet Opius och familjen bracksteklar. Inga underarter finns listade i Catalogue of Life.